# Megaselia morella
Megaselia morella är en tvåvingeart som beskrevs av Borgmeier 1967. Megaselia morella ingår i släktet Megaselia och familjen puckelflugor. Inga underarter finns listade i Catalogue of Life.